# Baunutzungsverordnung
Die Baunutzungsverordnung (kurz BauNVO) bestimmt in Deutschland die möglichen Festsetzungen bezüglich Art und Maß der baulichen Nutzung eines Grundstücks (Abschnitt 1 und 2), der Bauweise und der überbaubaren Grundstücksfläche (Abschnitt 3) in Bauleitplänen. Aufgrund der Verordnungsermächtigung des § 9a des Baugesetzbuches sind die Gemeinden bei der Bauleitplanung an die Bestimmungen der Baunutzungsverordnung gebunden, können also grundsätzlich nur die Festsetzungen treffen, die die Baunutzungsverordnung zulässt.
Soweit keine Übergangsvorschriften greifen, beziehen sich Festsetzungen in Bauleitplänen immer auf die am ersten Tag der öffentlichen Auslegung des Bauleitplans (Flächennutzungsplan, Bebauungsplan) nach § 3 Abs. 2 BauGB geltende Fassung der Baunutzungsverordnung. Das bedeutet, dass es sich nicht um „dynamische Verweise“ im Sinne einer Festsetzung gemäß der jeweils geltenden Fassung handelt; vielmehr sind Festsetzungen in Bauleitplänen so zu verstehen, dass sie den entsprechenden Inhalt der jeweils geltenden Baunutzungsverordnung insoweit übernehmen. Wird beispielsweise für ein Gebiet in einem Bebauungsplan im Jahr 1966 als Art der baulichen Nutzung ein „Kerngebiet“ festgesetzt, so bestimmt sich auch heute noch die zulässige Nutzung in diesem Gebiet nach den Bestimmungen der BauNVO 1962. Bildlich kann man sich dies so vorstellen, als ob alle entsprechenden Bestimmungen der BauNVO, die in Form von Festsetzungen im Bauleitplan in Bezug genommen werden, in den Bauleitplan hinein abgeschrieben werden.
Nach § 34 Abs. 2 BauGB sind hinsichtlich der Art der Nutzung die §§ 1 bis 15 BauNVO unter bestimmten Voraussetzungen auch auf unbeplante Innenbereiche anwendbar. Bei faktischen Baugebieten gilt die jeweils aktuelle Baunutzungsverordnung.

## Art der baulichen Nutzung
Der erste Abschnitt der BauNVO beschreibt die für die Bebauung vorgesehenen Flächen nach der Art ihrer baulichen Nutzung. Dabei wird unterschieden zwischen den nach der allgemeinen Art ihrer baulichen Nutzung vorgesehenen Bauflächen und den nach der besonderen Art ihrer baulichen Nutzung vorgesehenen Baugebieten. Im Flächennutzungsplan können sowohl Bauflächen als auch Baugebiete dargestellt werden, im Bebauungsplan können nur Baugebiete festgesetzt werden (§ 1 Abs. 3 Satz 1 BauNVO).

### Unterschiedliche Bauflächen
Die Einteilung der Bauflächen nach der allgemeinen Art ihrer baulichen Nutzung wird nach § 1 Abs. 1 Nr. 1–4 BauNVO wie folgt vorgenommen:
| Wohnbauflächen         | W |
| Gemischte Bauflächen   | M |
| Gewerbliche Bauflächen | G |
| Sonderbauflächen       | S |

### Unterschiedliche Baugebiete
Die Einteilung der Baugebiete nach der besonderen Art ihrer baulichen Nutzung wird nach § 1 Abs. 2 Nr. 1–11 BauNVO wie folgt vorgenommen:
| Kleinsiedlungsgebiete  | WS | § 2 BauNVO        |
| reine Wohngebiete      | WR | § 3 BauNVO        |
| allgemeine Wohngebiete | WA | § 4 BauNVO        |
| besondere Wohngebiete  | WB | § 4a BauNVO       |
| Dorfgebiete            | MD | § 5 BauNVO        |
| Mischgebiete           | MI | § 6 BauNVO        |
| Urbane Gebiete         | MU | § 6a BauNVO       |
| Kerngebiete            | MK | § 7 BauNVO        |
| Gewerbegebiete         | GE | § 8 BauNVO        |
| Industriegebiete       | GI | § 9 BauNVO        |
| Sondergebiete          | SO | § 10, § 11 BauNVO |

Die jeweiligen Paragrafen bestimmen, welche Nutzungen im Gebietstyp allgemein und welche ausnahmsweise zulässig sind.
Nach § 13 BauNVO sind in den Baugebieten nach den §§ 2 bis 4 Räume, in den Baugebieten nach den §§ 4a bis 9 auch Gebäude für die Berufsausübung freiberuflich Tätiger und solcher Gewerbetreibender, die ihren Beruf in ähnlicher Art ausüben, zulässig.
Ein wichtiger Aspekt bei der Festsetzung der Nutzungen ist, kleinräumige Mischungen von Nutzungen zu ermöglichen. Nutzungsmischungen lassen insbesondere Urbane Gebiete, Mischgebiete, Kerngebiete und Dorfgebiete zu.

### Übersicht über zulässige Nutzungskombinationen
| Gebäudearten                                                   | WS                          | WR                          | WA                          | WB                          | MD                          | MDW                         | MI                          | MU                          | MK                          | GE                          | GI                          |
| -------------------------------------------------------------- | --------------------------- | --------------------------- | --------------------------- | --------------------------- | --------------------------- | --------------------------- | --------------------------- | --------------------------- | --------------------------- | --------------------------- | --------------------------- |
| Wohngebäude                                                    | Grünes Häkchensymbol für ja | Grünes Häkchensymbol für ja | Grünes Häkchensymbol für ja | Grünes Häkchensymbol für ja | Grünes Häkchensymbol für ja | Grünes Häkchensymbol für ja | Grünes Häkchensymbol für ja | Grünes Häkchensymbol für ja |                             |                             |                             |
| Läden, Gaststätten                                             |                             |                             | Grünes Häkchensymbol für ja | Grünes Häkchensymbol für ja | Grünes Häkchensymbol für ja | Grünes Häkchensymbol für ja | Grünes Häkchensymbol für ja | Grünes Häkchensymbol für ja | Grünes Häkchensymbol für ja |                             |                             |
| Kirchliche, kulturelle, gesundheitliche, soziale, Sportanlagen |                             |                             | Grünes Häkchensymbol für ja | Grünes Häkchensymbol für ja | Grünes Häkchensymbol für ja | Grünes Häkchensymbol für ja | Grünes Häkchensymbol für ja | Grünes Häkchensymbol für ja | Grünes Häkchensymbol für ja |                             |                             |
| Hotels, Pensionen                                              |                             |                             |                             | Grünes Häkchensymbol für ja | Grünes Häkchensymbol für ja | Grünes Häkchensymbol für ja | Grünes Häkchensymbol für ja | Grünes Häkchensymbol für ja | Grünes Häkchensymbol für ja |                             |                             |
| Tankstellen                                                    |                             |                             |                             |                             | Grünes Häkchensymbol für ja |                             | Grünes Häkchensymbol für ja |                             |                             | Grünes Häkchensymbol für ja | Grünes Häkchensymbol für ja |
| Nicht störende Handwerksbetriebe                               |                             |                             | Grünes Häkchensymbol für ja |                             | Grünes Häkchensymbol für ja |                             |                             |                             |                             | Grünes Häkchensymbol für ja | Grünes Häkchensymbol für ja |
| Nicht störendes Gewerbe                                        |                             |                             |                             |                             | Grünes Häkchensymbol für ja |                             |                             | Grünes Häkchensymbol für ja | Grünes Häkchensymbol für ja | Grünes Häkchensymbol für ja | Grünes Häkchensymbol für ja |
| Sonstiges Gewerbe                                              |                             |                             |                             | Grünes Häkchensymbol für ja | Grünes Häkchensymbol für ja | Grünes Häkchensymbol für ja | Grünes Häkchensymbol für ja | Grünes Häkchensymbol für ja |                             | Grünes Häkchensymbol für ja | Grünes Häkchensymbol für ja |
| Verwaltungsgebäude                                             |                             |                             |                             |                             | Grünes Häkchensymbol für ja |                             |                             | Grünes Häkchensymbol für ja | Grünes Häkchensymbol für ja | Grünes Häkchensymbol für ja |                             |
| Geschäfts- und Bürogebäude                                     |                             |                             |                             | Grünes Häkchensymbol für ja |                             |                             | Grünes Häkchensymbol für ja | Grünes Häkchensymbol für ja | Grünes Häkchensymbol für ja | Grünes Häkchensymbol für ja |                             |
| Vergnügungsstätten                                             |                             |                             |                             |                             |                             |                             | Grünes Häkchensymbol für ja |                             | Grünes Häkchensymbol für ja |                             |                             |
| Land- und forstwirtschaftliche Betriebe                        |                             |                             |                             |                             | Grünes Häkchensymbol für ja | Grünes Häkchensymbol für ja |                             |                             |                             |                             |                             |
| Nutzgärten, Gartenbaubetriebe                                  | Grünes Häkchensymbol für ja |                             |                             |                             | Grünes Häkchensymbol für ja |                             | Grünes Häkchensymbol für ja |                             |                             |                             |                             |
| Lagerhäuser und -plätze                                        |                             |                             |                             |                             |                             |                             |                             |                             |                             | Grünes Häkchensymbol für ja | Grünes Häkchensymbol für ja |
| Industriebetriebe                                              |                             |                             |                             |                             |                             |                             |                             |                             |                             |                             | Grünes Häkchensymbol für ja |

| Grünes Häkchensymbol für ja | allgemein zulässig     |
|                             | ausnahmsweise zulässig |

## Maß der baulichen Nutzung
Der zweite Abschnitt der BauNVO beschäftigt sich mit dem Maß der baulichen Nutzung. Die BauNVO bestimmt für die dazu im Bebauungsplan vorzunehmenden Festsetzungen in den meisten Fällen Richt- bzw. Höchstwerte in §§ 16 bis 21a BauNVO. Diese sind im Einzelnen:
- Höhe baulicher Anlagen – § 18 BauNVO –, die angibt, wie hoch eine bauliche Anlage in Relation zu einem Bezugspunkt sein darf (zum Beispiel Oberkante der Straße).
- Grundflächenzahl (GRZ) – § 19 BauNVO –, die angibt, wie groß der Anteil der überbauten Grundfläche eines Grundstücks in Relation zu seiner Gesamtfläche sein darf. Beispiel: Bei einer maximal zulässigen GRZ von 0,6 beträgt bei einer Grundstücksgröße von 300 m² die maximal überbaubare Grundfläche 180 m².
- Geschossflächenzahl (GFZ) – § 20 BauNVO –, die angibt, wie groß die Geschossfläche (die Grundfläche aller Vollgeschosse) in Relation zur Grundstücksfläche maximal sein darf. Beispiel: Bei einer maximal zulässigen GFZ von 1,2 darf bei einer Grundstücksgröße von 300 m² maximal eine Geschossfläche von 360 m² errichtet werden. Zudem kann die Anzahl der zulässigen Vollgeschosse als Minimalwert, Maximalwert oder zwingender Wert festgesetzt werden. Die Festlegung, ab wann ein Vollgeschoss vorliegt, wird von der Landesbauordnung des jeweiligen Bundeslandes geregelt.
- Baumassenzahl (BMZ) – § 21 BauNVO –, die in Gewerbe-, Industrie- und sonstigen Sondergebieten angibt, welche Baumasse (Rauminhalt von Gebäuden) in Relation zur Grundstücksfläche maximal zulässig sind.

Die letzten drei Regelungen können auch optional als absolute Werte, also in konkreten Quadrat- oder Kubikmeterwerten, angegeben werden.
§ 21a regelt zudem die Zulässigkeiten von Stellplätzen, Garagen und Gemeinschaftsanlagen.

## Bauweise und überbaubare Grundstücksfläche
Im dritten Abschnitt werden Festlegungen bezüglich der Bauweise und den überbaubaren Grundstücksflächen getroffen. Die Bauweise (§ 22) kann im Bebauungsplan festgesetzt werden. Differenziert wird zwischen offener und geschlossener Bauweise. Bei offener Bauweise sind die Bauwerke mit beiderseitigem seitlichem Grenzabstand und einer Maximallänge von 50 m zu errichten. Bei der Geschlossenen Bauweise werden die Bauwerke ohne seitlichen Grenzabstand errichtet. Außerdem gibt es die Möglichkeit, eine von § 22 BauNVO Abs. 1 abweichende Bauweise mit weitergehenden Regelungen festzusetzen (bspw. „halboffen“).
Im Bebauungsplan können nach § 23 BauNVO Baulinien, Baugrenzen und Bebauungstiefen festgesetzt werden. Die Festsetzung von Bauflächen mittels Baulinien und -grenzen, genannt „Baufenster“, ist bei den meisten Bebauungsplänen die Regel. Bauvorhaben müssen sich dabei innerhalb des Baufensters bewegen. Dafür gibt es meistens einen gewissen Spielraum; es kann aber auch sein, dass beispielsweise auf eine strenge Bauflucht Wert gelegt wird und die Baufenster enger ausfallen. Je nach Festsetzung sind Nebengebäude und Garagen außerhalb des Baufensters zulässig.
Die Festsetzung von Baufenstern kann auch gleichzeitig mit der Festsetzung von GRZ, GFZ oder BMZ erfolgen. In diesen Fällen ist eine vollständige Ausnutzung des Baufensters nicht möglich, wenn dabei die anderen Festsetzungen überschritten werden würden.
Im Unterschied zur Baugrenze, von der zurückgewichen werden darf, muss auf einer Baulinie direkt gebaut werden. Solche Baulinien werden häufig in Bereichen mit Blockrandbebauungen angewandt, wo die Einhaltung einer strengen bzw. einheitlichen Bauflucht erforderlich ist.
Eine Angabe alleine von Bebauungstiefen, beispielsweise von einer Straße aus bemessen, findet selten Anwendung, da sie im Prinzip einer parallel nach hinten verschobenen Baugrenze entspricht.

## Geschichtliche Entwicklung
Die Baunutzungsverordnung trat erstmals zum 1. August 1962 in Kraft und wurde wiederholt, allerdings eher selten, novelliert (1968, 1977, 1990, 2013, 2017). Die Verordnung selbst, und die damit verbundenen Änderungen, zeigen auch den Wandel beim Immissionsschutz. Während zunächst die Gewerbe- und Industrieansiedlung im Vordergrund standen, richtete sich die spätere Aufmerksamkeit auf die Schaffung gesunder Wohnverhältnisse in den Städten. Derzeit gilt die BauNVO 1990, zuletzt in der Fassung der Bekanntmachung des 21. November 2017. Eine Neubekanntmachung ist bisher nicht vorgesehen.